# Astenopia
Astenopia – subiektywne uczucie osłabienia oczu, spowodowane najczęściej przez niewyrównane wady wzroku lub niewłaściwe oświetlenie. Objawia się między innymi bólem oraz zaczerwienieniem oczu, łzawieniem, bólami głowy, zamazanym lub podwójnym widzeniem. 